# Vuit Pueblos del Nord

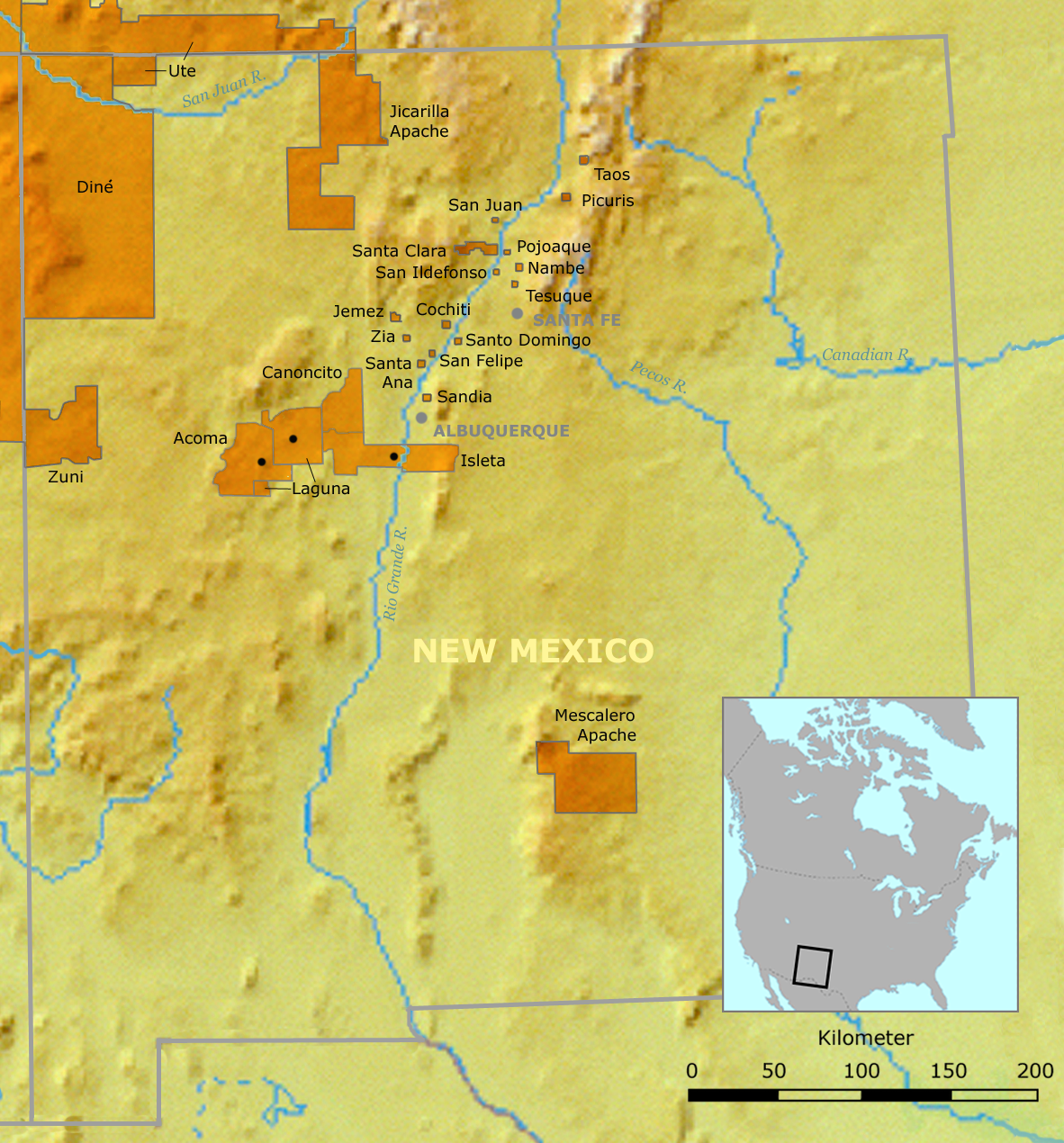
Localització dels Vuit Pueblos del Nord i pueblos veïns a Nou Mèxic

Els Vuit Pueblos del Nord de Nou Mèxic són Taos, Picuris, Santa Clara, Ohkay Owingeh (abans San Juan), San Ildefonso, Nambe, Pojoaque, i Tesuque.
Els pueblo Taos i Picuris parlen tiwa; la resta parlen tewa. Tiwa i tewa són llengües de la família lingüística kiowa-tano estretament relacionades. Aquests pobles constitueixen el Consell dels Vuit Pueblos del Nord, que patrocina fires d'artesania, són defensors dels interessos jurídics dels pobles, etc. La capital dels Vuit Pueblos del Nord es troba a Ohkay Owingeh, anteriorment conegut com a San Juan, però va canviar el seu nom original nadiu el 2005.